# Fuerzas Armadas británicas
Las fuerzas armadas del Reino Unido, conocidas como las Fuerzas Armadas británicas o Fuerzas Armadas de Su Majestad, y a veces de forma oficial como las Fuerzas Armadas de la Corona abarca una marina de guerra (la Marina Real Británica), un ejército (el Ejército británico), y una fuerza aérea (la Real Fuerza Aérea británica). Su comandante en jefe es el monarca británico. Las fuerzas armadas británicas cuenta con 512 637 combatientes.

## Historia
La historia militar británica es larga, compleja y muy influyente en la historia mundial, especialmente desde el siglo XVII. Conflictos importantes en los que los británicos han tomado parte son la Guerra de los Siete Años y las Guerras Napoleónicas del siglo XVIII y principios del siglo XIX, la Guerra de Crimea en la mitad del siglo XIX y la Primera y Segunda Guerra Mundial del siglo XX. El Imperio británico alcanzó su auge en los años 20. Desde el final de la Segunda Guerra Mundial, las Fuerzas Armadas británicas han seguido muy activas y conservan bases que se extienden alrededor del mundo en lugares como Chipre, Alemania, Gibraltar, Brunéi y las islas Malvinas.
La estructura actual de la dirección de la defensa en el Reino Unido empieza en 1964 cuando el moderno ministro de Defensa (MoD) fue creado (una forma más evolucionada de la que existía desde 1940). El ministro de Defensa asume las funciones del almirantazgo, ministro de la Guerra y ministro del Aire.

### Principales invasiones y guerras
- Conflicto con la Armada Invencible
- Guerra de los Siete Años
- Guerra de la Independencia de Estados Unidos
- Invasiones Inglesas al Río de la Plata
- Guerra de 1812
- Guerras napoleónicas
- Guerra de Crimea
- Primera Guerra Mundial
- Alzamiento de Pascua
- Segunda Guerra Mundial
- Guerra de Corea
- Conflicto de Irlanda del Norte
- Emergencia Malaya
- Invasión turca a Chipre
- Confrontación indonesio-malaya
- Operación Banner
- Guerra de las Malvinas
- Guerra del Golfo
- Guerra de Bosnia
- Operación Zorro del Desierto
- Guerra de Kosovo
- Guerra de Irak
- Guerra de Afganistán
- Operación Protector Unificado en la Guerra de Libia de 2011
- Guerra contra el Estado Islámico

## Fuerzas Especiales Británicas
Las Fuerzas especiales de las Fuerzas Armadas del Reino Unido son las siguientes:[cita requerida]
Servicio Aéreo Especial (SAS) por parte del Ejército del Reino Unido.
Servicio Especial de Embarcaciones (SBS) por parte del Servicio Naval de Reino Unido formado por la Marina Real Británica y los Marines Reales Británicos.
Regimiento de Reconocimiento Especial (SRR) parte del Ejército del Reino Unido.
Grupo de Apoyo de Fuerzas Especiales (SFSG) parte de las Fuerzas Armadas del Reino Unido.